# Dragon Boy
Dragon Boy (騎竜少年 (ドラゴンボーイ), Doragonbōi) é um mangá curto escrito por Akira Toriyama, o mesmo criador da famosa série Dragon Ball. A história fala de um garoto que treina artes marciais em um bosque e, um dia, recebe uma missão de seu mestre: levar uma  princesa à sua terra natal sem correr perigos, porem, o estranho, é que o garoto possui asas de dragão. O mangá foi publicado na revista Fresh Jump entre agosto e outubro de 1983. Dragon Boy nunca foi encadernado, porém foi republicado em 1988 na compilação em tankōbon de histórias curtas: Akira Toriyama's Manga Theater Vol. 2 (鳥山明○作劇場, Toriyama Akira Marusaku Gekijō Vol. 2).
O mangá combina o estilo cômico de Dr. Slump (a série anterior de Toriyama) com um enredo mais orientado para a ação e presta uma homenagem ao famoso ator de artes marciais Jackie Chan. Toriyama comentou que o seu objetivo para a série era contar uma história "não convencional e contraditória". Dragon Boy possui elementos que foram adotados em Dragon Ball, que começou a ser publicado no ano seguinte.
O mangá foi publicado no Brasil em 2007 pela Conrad Editora, no tankōbon Marusaku e e pela Panini Comics em Manga Theater que trazem primeiros mangás de Toriyama.